# Fond pro nerozvinuté republiky
Fond Federace pro poskytování půjček pro zrychlení rozvoje nedostatečně rozvinutých republik a autonomních oblastí (srbochorvatsky Fond federacije za kreditiranje bržeg razvoja privredno nedovoljno razvijenih republika i autonomnih pokrajina/Фонд федерације за кредитирање бржег развоја привредно недовољно развијених република и аутономних покрајина, často jen Fond pro nerozvinuté republiky, srbochorvatsky Fond za nerazvijane/Фонд за неразвијанe) byl jeden z hlavních nástrojů Socialistické federativní republiky Jugoslávie pro překonání drastických rozdílů v hospodářském rozvoji a životní úrovní jednotlivých republik a oblastí země. 
Podobné fondy byly zřizovány i na republikové úrovni (např. Srbsko disponovalo podobným fondem na výstavbu továren na zaostalém jihu republiky; v Chorvatsku sloužil obdobný fond pro rozvoj oblastí v příhraničí s Bosnou a Hercegovinou).[zdroj?]

## Účel fondu
Fond fungoval jako nezávislá organizace se sídlem v Bělehradu a zřízen byl zvláštním zákonem v roce 1964. Sloužil pro distribuci finančních prostředků z rozvinutějších republik SFRJ (Slovinsko, Chorvatsko, Srbsko spolu s Vojvodinou) pro projekty v republikách, které byly nedostatečně rozvinuté (Bosna a Hercegovina, Černá Hora, Makedonie, AO Kosovo). Podle zákona mělo být na rozvoj těchto oblastí vydáváno nejméně 1,92 jugoslávského HDP. Pro SAO Kosovo bylo vyčleněno okolo 33-38 % prostředků fondu; v letech 1981-1985 to bylo dokonce 42,6 % prostředků.
Z fondu byla budována infrastruktura a rozvíjen průmysl; jednalo se o jeden z mála nástrojů, který byl spravován federální vládou a nepodlehl žádné z decentralizačních vln. V Kosovu díky tomuto fondu byla rozvíjena energetika, zbudovány byly některé továrny a otevírány doly.
Fond poskytoval půjčky, které byly spláceny v horizontu 15-19 let a jejich úroková sazba byla velice nízká. Vzhledem k vysoké míře inflace v Jugoslávii 70. a 80. let se tak jednalo o podmínky, které byly pro většinu nerozvinutých republik Jugoslávie a pro autonomní oblast Kosovo velmi výhodné. V období let 1985-1990 dosáhl růst cenové úrovně v celé zemi 70-90 %, zatímco úroková míra půjček, které byly poskytovány se splatností 12 let, byla jen někde okolo deseti procent.
Řízení fondu však bylo předmětem častých politických sporů a jeho fungování provázely časté krize (např. v roce 1969) a obviňování ze zneužívání a odklánění finančních prostředků.
V roce 1990 disponoval sumou 4,7 miliard jugoslávských dinárů, což byla zhruba jedna desetina prostředků, které byly podle svazového rozpočtu vydány na provoz Jugoslávské lidové armády.

## Kritika

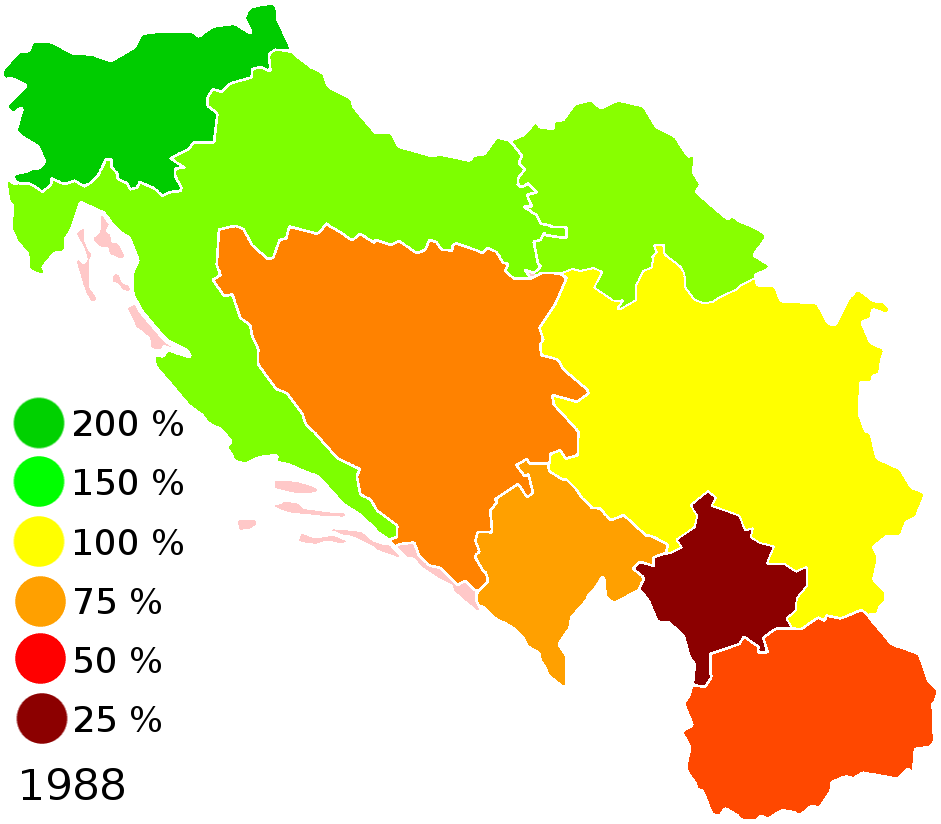
Nepoměr v míře ekonomické výkonnosti jednotlivých jugoslávských republik a oblastí (v poměru ke svazovému průměru) v roce 1988, 24 let po zřízení fondu.

Existence a fungování fondu se však v období jugoslávské krize stávalo především v druhé polovině 80. let stále větším předmětem politické debaty. Rozvinuté republiky na severu SFRJ vyjádřily své znepokojení nad mírou finančních prostředků, které musí odesílat pravidelně na rozvoj průmyslu v Kosovu a jinde. Kontrovaly tím, že se na území samotného Slovinska i Chorvatska nachází nerozvinuté oblasti, které jsou však kvůli problematickému Kosovu pravidelně přehlíženy (např. regiony Lika, Kordun, příhraničí Slovinska s Itálií aj.) Rovněž byl často uváděn nepoměr, kdy Slovinsko, představující jen 8 % jugoslávského obyvatelstva, platí prostředky v celkové výši 17 - 25 % fondu.[zdroj?]
Tyto finance navíc nebyly v řadě případů investovány zodpovědně a docházelo k častému plýtvání.[zdroj?] Nové továrny, které rostly v Bosně, Černé Hoře a na Kosovu byly v mnoha případech neefektivní, ztrátové a energeticky příliš náročné. Ocelárny měly za svojí povinnost odebírat domácí železnou rudu, jejíž cena však dosahovala až několikanásobků té, která byla k dispozici na světových trzích.
Přestože v 80. letech investovala Jugoslávie finanční sumy v hodnotě 2 % svého hrubého domácího projektu prostřednictvím Fondu pro nedostatečně rozvinuté republiky a oblasti, rozdíly mezi ekonomickou výkonností jednotlivých republik SFRJ se nesnižovaly, ba naopak docházelo k jejich prohlubování. Podle srovnání parity kupní síly se SR Slovinsko ve své výkonnosti přibližovala Španělsku či Novému Zélandu, zatímco Bosna a Hercegovina, či Makedonie odpovídaly spíše ekonomice Thajska a Mexiko. Ještě hůře na tom však bylo Kosovo, kde byla kupní síla obyvatelstva srovnatelná s Pákistánem. Poměr mezi tvorbou HDP ve Slovinsku a Kosovu dosahoval hodnoty 8:1. A to i přes dlouhodobé investice, které na území oblasti plynuly právě prostřednictvím Fondu pro nerozvinuté republiky a oblasti. 

## Zánik
V roce 1990 zastavily severní republiky SFRJ platby do tohoto fondu, což spolu s přerušením plateb z příjmů z daní vedlo k zhroucení federální fiskální struktury. Záminkou k tomuto kroku byla tvrdá politická přestřelka mezi vedením slovinských a srbských komunistů po zrušeném Mítinku pravdy a přerušeném 14. kongresu SKJ.
V roce 1992 byl zřízen Fond pro rozvoj Republiky Srbsko, který nahradil nefunkční svazový fond. Opět byl určen k rozvoji SAO Kosovo. 